# Молочна (Азовське море)

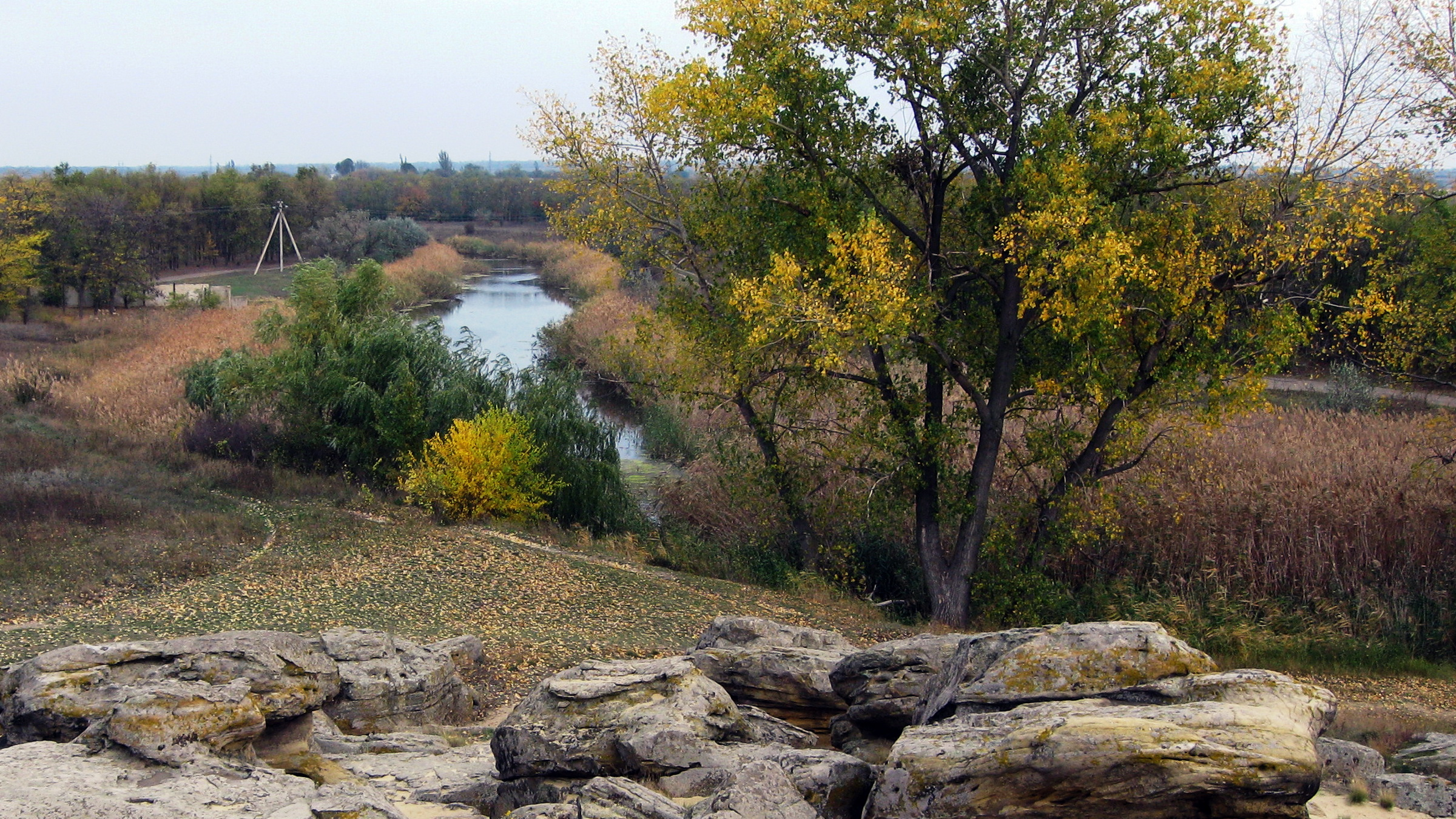
Вид на річку Молочну з Кам'яної Могили

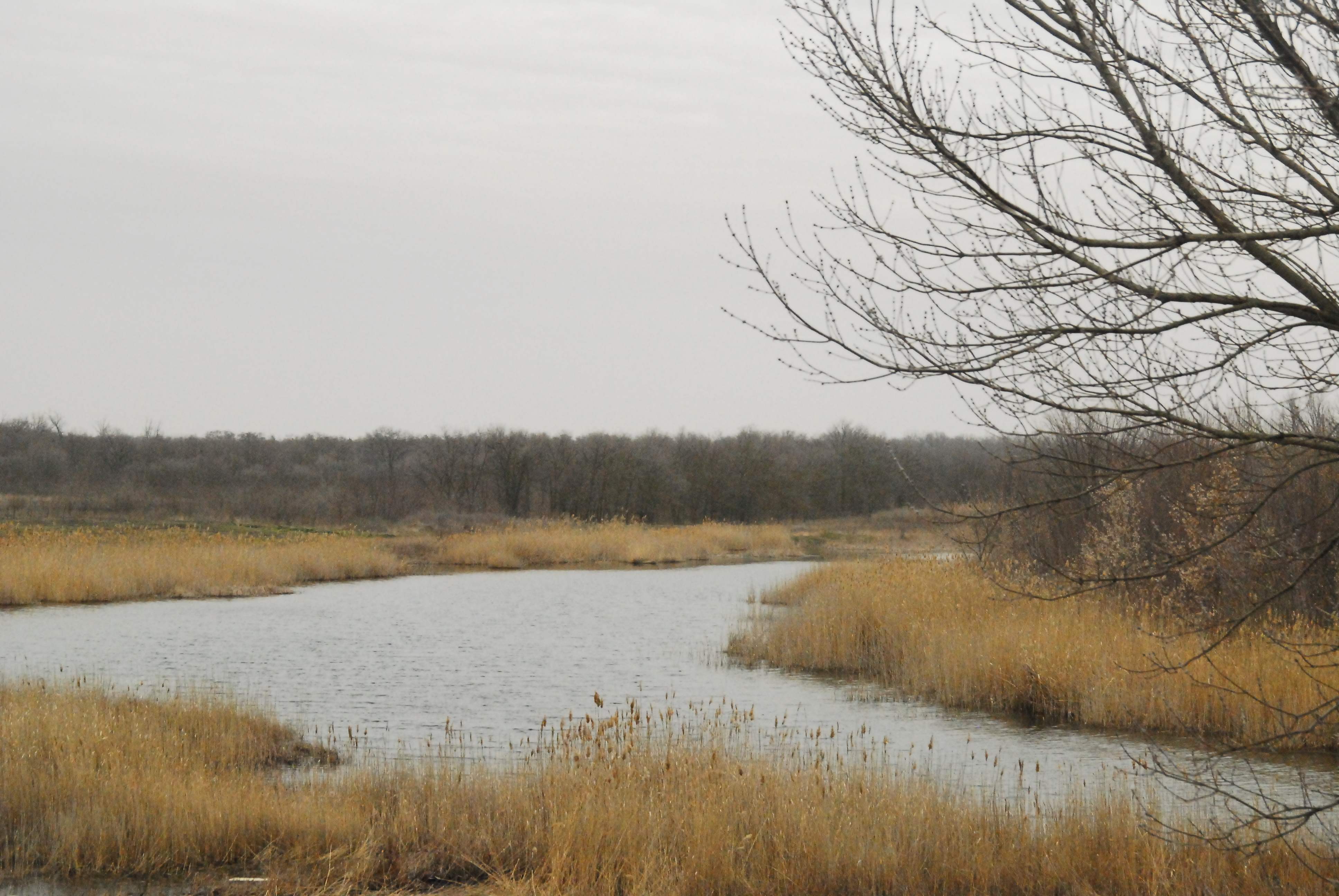
Річка Молочна

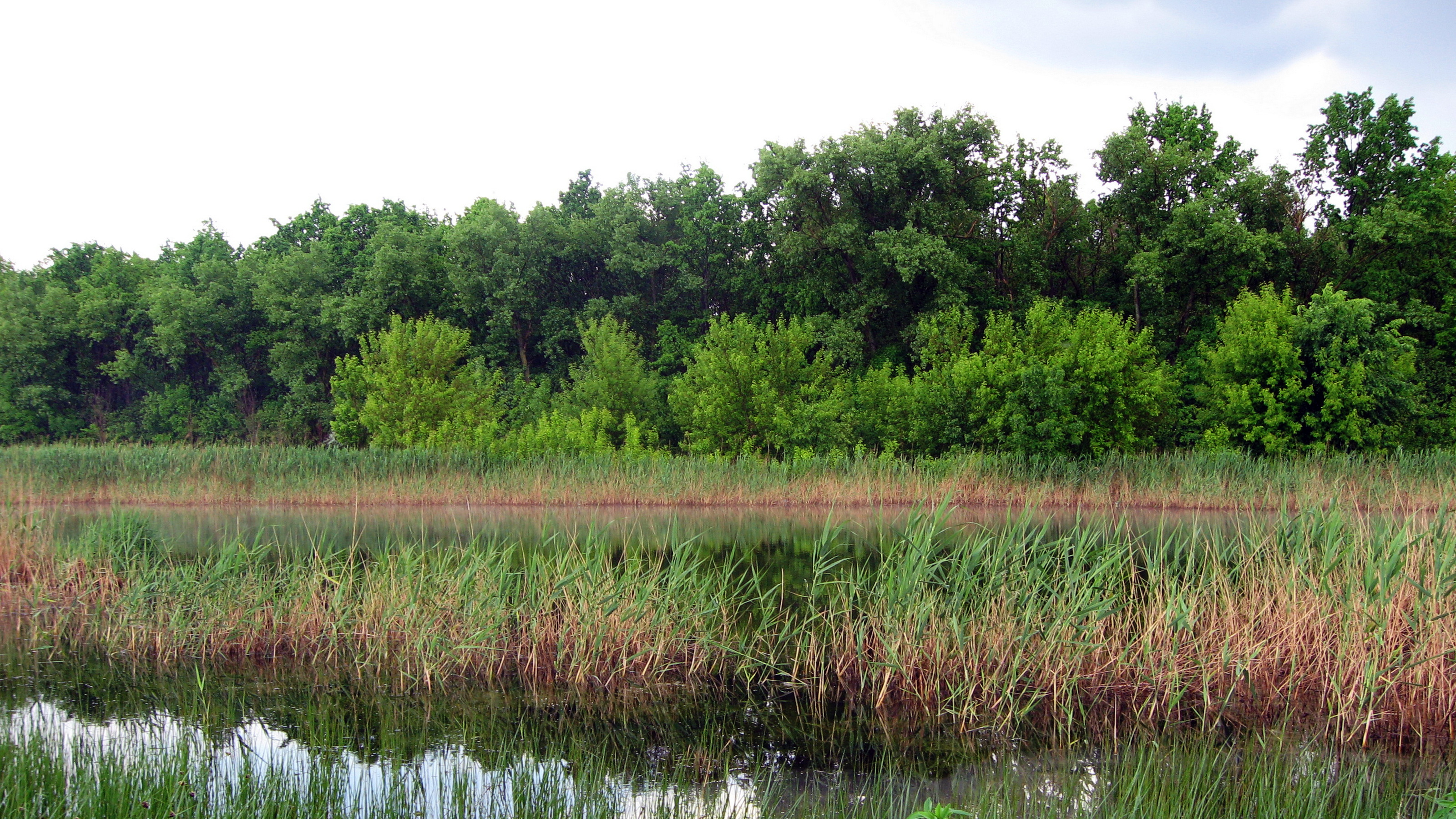
Вид на Старобердянське лісництво через Молочну

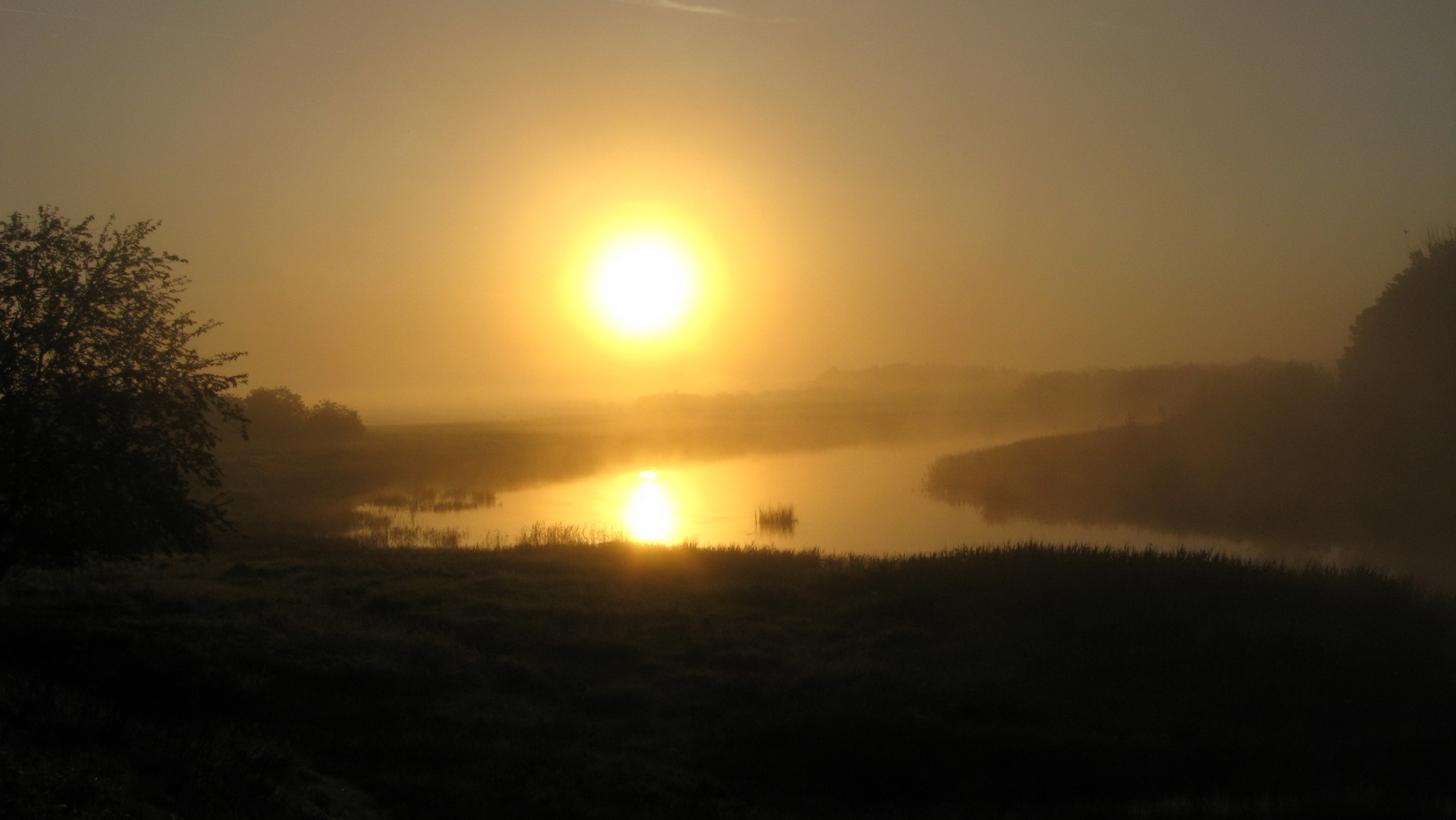
Світанок над Молочною

Моло́чна (крим. Süt Su) — річка в Україні, в межах Пологівського та Мелітопольського районів Запорізькій області. Впадає у Молочний лиман (басейн Азовського моря).

## Опис
Довжина 197 км (разом з Токмаком), площа басейну 3450 км². Долина переважно трапецієподібна, завширшки до 35 км. Заплава завширшки від 10—12 м до 2,8 км, вкрита лучною рослинністю, місцями заболочена. Ширина річки від 2—4 м у верхів'ї до 20—30 м у середній і нижній течії. Глибина річки переважно 0,3—0,4 м, найбільша — 3,5 м. Похил річки 1,2 м/км. Правий берег високий і крутий, лівий низький і рівнинний. Влітку річка часто пересихає, утворюючи плеса, які заростають очеретом, рогозою і осокою. Живлення переважно снігове (на весняний період припадає до 80 % річного стоку). Вода Молочної відзначається високою мінералізацією. Льодостав нестійкий. На значному протязі річка зарегульована (3 водосховища і численні ставки). Воду використовують для господарчих потреб і зрошування; рибництво.

## Розташування
Молочна утворюється злиттям річок Чингул і Токмак, на північ від міста Молочанська. Тече на південь/південний захід. Впадає до Молочного лиману на південь від села Тимофіївки (Якимівська ОТГ Мелітопольського району). У 1920—1930-х роках обговорювали й досліджували можливість створення в Мелітополі морського порту.

## Основні притоки
- Чингул (права)
- Токмак, Курушан, Юшанли, Арабка (ліві)

Також два невеликі струмки — Кізіярський та Піщана, які протікають через Мелітополь.

## Населені пункти над Молочною
- м. Молочанськ
- Старобогданівка
- Троїцьке
- Терпіння
- Новопилипівка
- Тамбовка
- Семенівка
- м. Мелітополь
- Вознесенка
- Костянтинівка
- Мордвинівка

## Флора і фауна
Флора узбережжя Молочної разом з Токмаком налічує не менше 550—600 видів. Серед біоморф у ній перевагу мають трав'янисті рослини (≈ 250 видів). 10 видів рослин, які зростають у басейні р. Молочної, занесені до Світового Червоного списку МСОП (IUCN). Це — астрагали блідий, Геннінга та шерстистоквітковий, волошка Талієва, гіацинтик Палласів, пісочник жорсткий, житняк пухнастоквітковий, льонок Біберштайна, часник переодягнений, чебрець дніпровський. На території, яка прилягає до р. Молочної, зростають 15 видів занесених до Європейського Червоного списку рідкісних рослин та тварин. 16 видів узбережжя р. Молочної занесені до другого видання Червоної книги України.
Донна макрофауна, тобто донні організми розміром 2 мм та більше, річки Молочної нараховує близько 170 видів безхребетних тварин. У складі ентомофауни найбільшою кількістю видів характеризуються метелики. Також у басейні мешкає велика кількість різних жуків. У басейні річки Молочної усього налічується 21 вид комах, що потребують охорони та занесені до Червоної книги України. Природні особливості території створили умови для існування в межах району дослідження 4-х видів амфібій (кумка звичайна, часничниця звичайна, ропуха зелена, жаба озерна) і 6-ти видів рептилій (черепаха болотяна, ящірка прудка, ящірка піщана, вуж звичайний, вуж водяний, гадюка степова). Теріофауна басейну Молочної налічує ≈ 20 видів, з них 4 є спорадичними (вивірка звичайна, єнот уссурійський, вовк, борсук звичайний), 3 — рідкісні (сліпак звичайний, видра звичайна, лось європейський), 14 — звичайні (їжак білочеревий, білозубка мала, заєць сірий, мишівка степова, миша курганцева, миша хатня, пацюк сірий, ондатра звичайна, полівка польова, лисиця звичайна, ласка, куниця кам'яна, свиня дика, сарна звичайна).

## Цікаві факти
Біля берегів Молочної розташований заповідник «Старобердянське лісництво» та державний історико-археологічний музей-заповідник «Кам'яна Могила».